# محمد ارمومن
محمد ارمومن (انگلیسی: Mohamed Armoumen؛ زادهٔ ۱۹ سپتامبر ۱۹۷۹) بازیکن فوتبال اهل مراکش بود.
از باشگاه‌هایی که در آن بازی کرده‌است می‌توان به باشگاه فوتبال الوداد کازابلانکا، باشگاه فوتبال لوکرن اوست والاندرن، باشگاه فوتبال الامارات امارات، باشگاه فوتبال ارتش سلطنتی مراکش، باشگاه فوتبال الفتح، باشگاه ورزشی الکویت، باشگاه ورزشی العربی قطر، و باشگاه فوتبال الرجا اشاره کرد.
وی همچنین در تیم ملی فوتبال مراکش بازی کرده‌است.